# Ким Ён Гиль
Ким Ён Гиль (хангыль: 김융길; 29 января 1944) — северокорейский футболист, защитник. Входил в заявку сборной КНДР на чемпионате мира 1966 года.

## Карьера
На клубном уровне играл за «Родонджу».
За сборную КНДР сыграл 1 матч отборочного турнира ЧМ-1966 против сборной Австралии 24 ноября 1965 года в Пномпене, корейцы выиграли 3:1 и вышли в финальный турнир, в рамках которого Ким Ён Гиль не провёл ни одного матча.